# Gazette de Spener
La Gazette de Spener était l'un des principaux journaux de Berlin au XIXe siècle.

## Histoire
Fondée en 1745 par l'association entre Ambrosius Haude et son beau-frère Johann Karl Spener, la Gazette de Spener n'est à ses débuts qu'une simple librairie, situé en face du Palais Royal. Elle devient ensuite une maison d'édition. En 1740, Ambrosius Haude a pris son beau-frère Johann Karl Spener comme associé dans son entreprise, et ce dernier lui succèdera. 
Dès 1744 la maison d'édition a reçu le privilège d'imprimer toute publication de l'Académie Royale des Sciences, faisant de la société l'un des principaux éditeurs de Berlin. En 1823, elle est l'une des premières à utiliser des presses à grande vitesse en Allemagne. En 1827, la "Gazette de Berlin", est toujours dirigée par Charles Spener, qui en est le rédacteur, et elle a 11000 abonnés. Il la vend au docteur Spiker, bibliothécaire du roi, qui y écrit, aux côtés du Dr Ullmann. La publication, quotidienne, conservatrice et nationaliste, vend 14000 exemplaires par jour à la fin des années 1830.
En 1855, son audience a déjà diminuée, mais elle est encore décrite comme faisant partie, avec le Journal de Foss, des "journaux conservateurs modérés qui représentent les idées de la classe moyenne et commerçante" et sont les deux "journaux les plus répandus de Berlin", la Gazette de Spener ayant de 8000 à 10000 abonnés. Ils sont appelés "l'0ncle Spener" et la "Tante Voss". "Sans être un journal officieux, la Gazette de Spener reçoit de temps à autre non point des inspirations, mais des communications gouvernementales et diplomatiques", précise une quinzaine d'années plus tard un autre observateur. Elle a depuis quelque temps remplacé la "Gazette de la Croix comme semi-officieux", observe en 1873 la Nouvelle revue britannique, mais n'a plus que  quatre à cinq mille abonnés contre 40000 à son apogée. La Gazette de la Croix, organe du parti clérical orthodoxe, forte de dix mille abonnés, était ainsi nommée à cause de la croix de fer de la Landwehr de 1813 portée au-dessus de sa première page, mais son vrai nom était la Nouvelle Gazette prussienne.
En 1872, la Gazette de Spener a été vendue à une société nouvellement formée, au capital principalement souscrit par des représentants du Parti national libéral, auquel il était étroitement lié. La rubrique culturelle du journal était confiée à Gustav zu Putlitz et il publiait dans ses colonnes des romans-feuilletons, mais ces innovations ont accéléré le déclin du journal, car elles ont conduit à de violentes manifestations des lecteurs et de nombreuses annulations de la publication. Vers la fin du XIXe siècle, la publication est dirigée par Wilhelm Wehrenpfennig, membre du parlement, précédemment chef de la rubrique politique.